# میلوش چوتکوویچ
میلوش چوتکوویچ (سیریلیک صربی: Милош Цветковић؛ زادهٔ ۶ ژانویهٔ ۱۹۹۰) بازیکن فوتبال اهل صربستان است.
از باشگاه‌هایی که در آن بازی کرده است می‌توان به باشگاه فوتبال لفسکی صوفیه، باشگاه فوتبال راد، باشگاه فوتبال ناپرداک کروشواتس، و باشگاه فوتبال ستاره سرخ بلگراد اشاره کرد.